# Diocesi di Gumla
La diocesi di Gumla (in latino Dioecesis Gumlaënsis) è una sede della Chiesa cattolica in India suffraganea dell'arcidiocesi di Ranchi. Nel 2021 contava 190.247 battezzati su 1.273.351 abitanti. È retta dal vescovo Linus Pingal Ekka.

## Territorio
La diocesi comprende il distretto di Gumla nello stato indiano del Jharkhand.
Sede vescovile è la città di Gumla, dove si trova la cattedrale di San Patrizio.
Il territorio è suddiviso in 38 parrocchie.

## Storia
La diocesi è stata eretta il 28 maggio 1993 con la bolla Quo aptius di papa Giovanni Paolo II, ricavandone il territorio dall'arcidiocesi di Ranchi.

## Cronotassi dei vescovi
Si omettono i periodi di sede vacante non superiori ai 2 anni o non storicamente accertati.
- Michael Minj, S.I. † (28 maggio 1993 - 15 novembre 2004 deceduto)
- Paul Alois Lakra † (28 gennaio 2006 - 15 giugno 2021 deceduto)
  - Sede vacante (2021-2023)
- Linus Pingal Ekka, dal 30 novembre 2023[2]

## Statistiche
La diocesi nel 2021 su una popolazione di 1.273.351 persone contava 190.247 battezzati, corrispondenti al 14,9% del totale.
| anno | popolazione | popolazione | popolazione | presbiteri | presbiteri | presbiteri | presbiteri                | diaconi | religiosi | religiosi | parrocchie |
| anno | battezzati  | totale      | %           | numero     | secolari   | regolari   | battezzati per presbitero | diaconi | uomini    | donne     | parrocchie |
| ---- | ----------- | ----------- | ----------- | ---------- | ---------- | ---------- | ------------------------- | ------- | --------- | --------- | ---------- |
| 1999 | 142.804     | 737.687     | 19,4        | 97         | 75         | 22         | 1.472                     |         | 28        | 180       | 34         |
| 2000 | 143.254     | 773.589     | 18,5        | 100        | 75         | 25         | 1.432                     |         | 31        | 198       | 34         |
| 2001 | 144.263     | 707.555     | 20,4        | 98         | 75         | 23         | 1.472                     |         | 29        | 198       | 35         |
| 2002 | 145.263     | 810.251     | 17,9        | 115        | 73         | 42         | 1.263                     |         | 60        | 256       | 35         |
| 2003 | 146.335     | 879.464     | 16,6        | 117        | 74         | 43         | 1.250                     |         | 61        | 260       | 36         |
| 2004 | 148.682     | 892.359     | 16,7        | 116        | 75         | 41         | 1.281                     |         | 61        | 258       | 36         |
| 2006 | 153.231     | 913.534     | 16,8        | 119        | 80         | 39         | 1.287                     |         | 59        | 254       | 37         |
| 2013 | 174.284     | 1.103.955   | 15,8        | 155        | 104        | 51         | 1.124                     |         | 67        | 367       | 37         |
| 2016 | 182.955     | 1.189.822   | 15,4        | 170        | 122        | 48         | 1.076                     |         | 60        | 365       | 38         |
| 2019 | 190.341     | 1.254.974   | 15,2        | 182        | 133        | 49         | 1.045                     |         | 61        | 359       | 38         |
| 2021 | 190.247     | 1.273.351   | 14,9        | 183        | 135        | 48         | 1.039                     |         | 61        | 371       | 38         |